# Museos a la Luz de la Luna

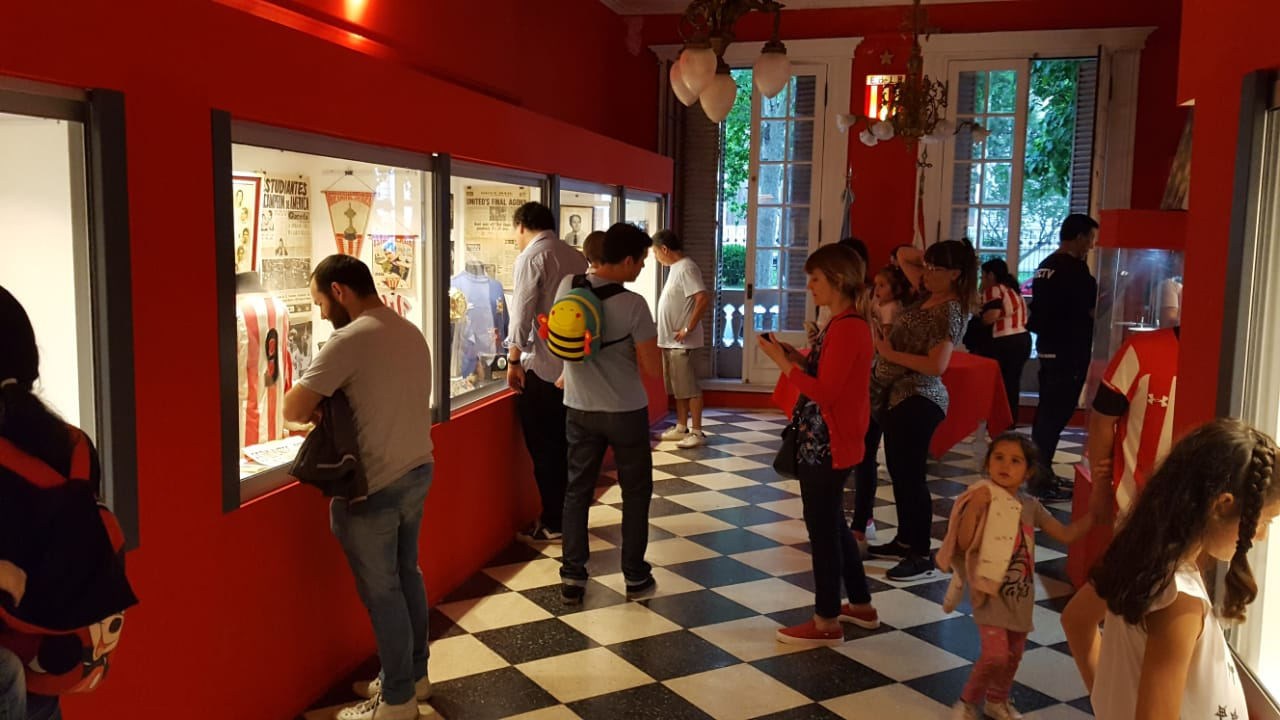
Visita a un museo, durante la edición 2019 del evento.

La «Noche de los Museos a la Luz de la Luna» o «Museos a la Luz de la Luna» es un evento cultural nocturno organizado por la Red de Museos de la Universidad de La Plata donde, a lo largo de una noche del mes de noviembre, más de 40 museos e instituciones, públicas y privadas, de la ciudad de La Plata, Berisso, Ensenada y Magdalena, en Argentina, permanecen abiertos de manera conjunta.
El objetivo del encuentro es acercar este tipo de instituciones civiles, culturales, académicas, científicas, deportivas, gubernamentales o barriales, a la participación popular, incentivando la concurrencia masiva a estas salas a través de permisos y entradas gratuitas para los espectadores, dando, a su vez, acceso sin costo al transporte público durante toda la jornada del evento.
Organizado hasta 2012 por el Gobierno de la Provincia de Buenos Aires, y a partir de allí por la Red de Museos de la UNLP, el evento toma la tradición de otras propuestas similares a nivel cultural y mundial, como la «La Noche de los Museos», que se organiza desde 2004 en la Ciudad Autónoma de Buenos Aires, la «Larga Noche de los Museos» o la «Larga Noche de las Ciencias», iniciativas que nacieron en 1997, en Berlín, Alemania, y que ya se replican en las principales capitales del mundo.